# Friedrich Krupp

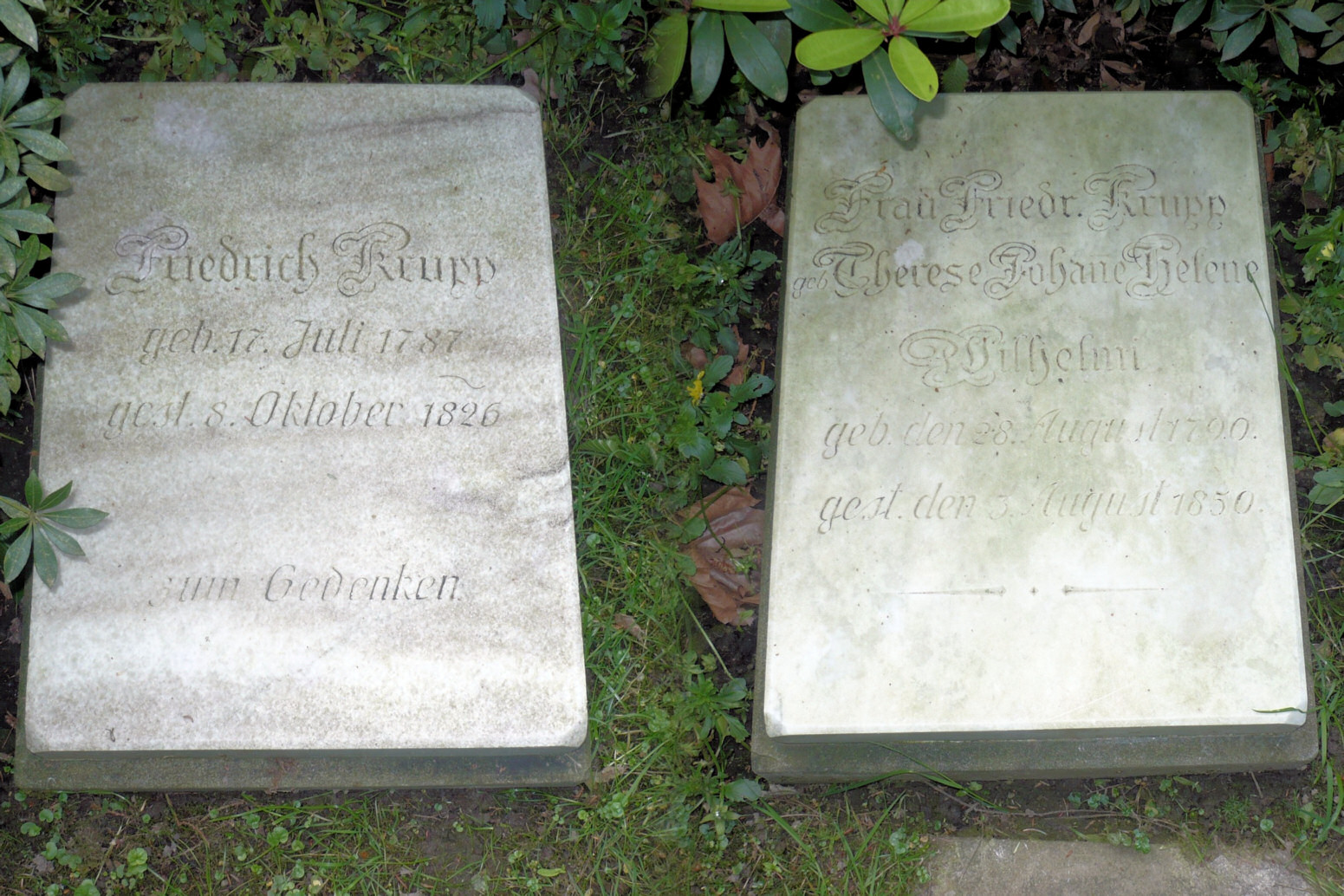
Lápidas de Friedrich Krupp y de su esposa Therese Johane Helene Wilhelmi en el cementerio Bredeney de Essen

Friedrich Carl Krupp (17 de julio de 1787 - 8 de octubre de 1826) fue un fabricante de acero alemán, fundador del imperio comercial de la familia Krupp, que ahora forma parte del grupo ThyssenKrupp AG. 

## Semblanza
Después de la muerte de su padre, fue criado por su abuela Helene Amalie Krupp, quien, en 1800, había comprado la fábrica de Sterkrade. Aquí Friedrich se esforzó por fabricar acero fundido, cuyo secreto se guardaba celosamente en Inglaterra.
Con el ingeniero Gottlob Jacobs, Krupp hizo sus primeros experimentos en la Fábrica de Sterkrade, y después de la venta de la instalación en 1808 continuó sus intentos de forma independiente en Essen. En 1810 fundó una pequeña planta de forja cerca de la ciudad, y en 1815 formó una sociedad con Friedrich Nicolai para la producción de acero fundido, un producto que se encontró excelente para ciertos propósitos, como matrices para acuñar monedas, o estampar botones metálicos.
Sin embargo, la demanda no fue suficiente para mantener la fábrica en funcionamiento, y poco después de 1820 Krupp se vio obligado a ceder su casa para ocupar una pequeña cabaña de obreros de un piso cerca del taller. La cabaña se conservaría durante mucho tiempo en medio de las gigantescas instalaciones de Krupp. Después de su muerte, el negocio pasó a manos de su viuda Therese Krupp. Poco antes de su muerte, le confió a su hijo Alfred el secreto de la fabricación de acero fundido, que este último desarrolló con éxito. 